# التايكوندو في الألعاب الأولمبية الصيفية 2016
عقدت منافسات التايكواندو ضمن دورة الألعاب الأولمبية الصيفية 2016 في ريو دي جانيرو من 17 إلى 20 أغسطس في كاريوكا ارينا 3 داخل الحديقة الأولمبية بارا في بارا دا تيجوكا. نافس حوالي 128 مقاتل تايكوندو في ثماني فئات للوزن. أربعة للرجال، وأربعة للنساء.